# Heinz Laufer
Karl-Heinz Laufer (* 23. Mai 1925 in Schwenningen am Neckar; † 26. März 2010 in Stuttgart) war ein deutscher Leichtathlet und Kommunalpolitiker.
Laufer startete anfangs für die TG Schwenningen und später für die Sportvg Feuerbach, bereits im Jahr 1942 lief er die 400-Meter-Distanz in 52,3 Sekunden erfolgreich und wurde württembergischer Jugendmeister. 1948 bestritt er die 1500-Meter-Disziplin in 4:09,6 Minuten und wurde Zonenmeister der französischen Besatzungszone. Seine Spezialdistanz waren die 3000 Meter Hindernis, er lief aber auch die 3000- und 5000-Meter-Distanz mit Erfolg. Er war zwischen 1953 und 1960 achtmal Deutscher Meister. 1954 nahm er an den Europameisterschaften in Bern teil, wo er im Endlauf über 5000 Meter aufgab. Bei den Olympischen Spielen 1956 in Melbourne erreichte er als Mitglied der gesamtdeutschen Mannschaft über 3000 Meter Hindernis den vierten Platz. Er verbesserte 1956 zweimal den deutschen Rekord im Hindernislauf, außerdem lief er 1956 deutschen Rekord über 3000 Meter und 1957 über 5000 Meter. Heinz Laufer bestritt in seiner Karriere 42 Länderkämpfe für Deutschland.
Für seine zahlreichen sportlichen Erfolge erhielt er am 31. Januar 1959 das Silberne Lorbeerblatt.
Laufer war 1967 Mitbegründer der Demokratischen Linken (DL) und 1968 der Deutschen Kommunistischen Partei (DKP). Von 1968 bis 1975 war Heinz Laufer für die DKP Mitglied des Gemeinderats in Stuttgart. Er war Sozialpolitiker mit den Schwerpunkten Wohnungsbau und Verkehrsplanung. In den 1980er Jahren arbeitete er, bis zu seinem Ruhestand, bei der VVN (Vereinigung der Verfolgten des Naziregimes). Von Beruf war Laufer gelernter Elektromechaniker. Heinz Laufer war zweimal verheiratet und Vater von vier Kindern.

## Erfolge
- Deutscher Meister im 5000-Meter-Lauf: 1953 (TG Schwenningen) und 1957 (Sportvg Feuerbach)
- Deutscher Meister im 3000-Meter-Hindernislauf: 1956 (TG Schwenningen), 1957, 1958 und 1960 (Sportvg Feuerbach)
- Deutscher Hallenmeister im 3000-Meter-Lauf: 1954 (TG Schwenningen) und 1958 (Sportvg Feuerbach)